# Џиновска моа
Џиновска моа (лат. Dinornis — Динорнис) је изумрли род птица из породице моа. Као и код других моа, био је припадник реда Dinornithiformes. Био је ограничен на Нови Зеланд. Две врсте рода се сматрају валидним, џиновска моа са Северног острва (Dinornis novaezealandiae) и џиновска моа са Јужног острва (Dinornis robustus) Поред тога, две даље врсте (нова лоза А и лоза Б) су предложене на основу различитих ДНК линија.

## Опис
Динорнис је можда био највиша птица која је икада живела, а женке највеће врсте имале су 3,6 m (12 ft) висок,  и један од најмасивнијих, тежак 230—240 kg (510—530 lb)  или 278 kg (613 lb)  у различитим проценама. Остаци перја су црвенкастосмеђи и налик на косу, и очигледно покривају већи део тела осим потколеница и већи део главе (плус мали део врата испод главе). Иако није пронађено перје код моа пилића, вероватно је да су биле шарене или пругасте да би их камуфлирали од Хаастових орлова . 
Стопала су била велика и моћна и вероватно су могла да задају снажан ударац ако им се п рети.  Птице су имале дуге, снажне вратове и широке оштре кљунове који би им омогућили да једу вегетацију од субалпског биља до грана дрвећа.  У односу на тело, глава је била мала, са шиљастим, кратким, равним и донекле закривљеним кљуном.
Џиновска моа са Северног острва била је већа од џиновске моа са Јужног острва.